# Vierröhrenbrunnen (Langen)

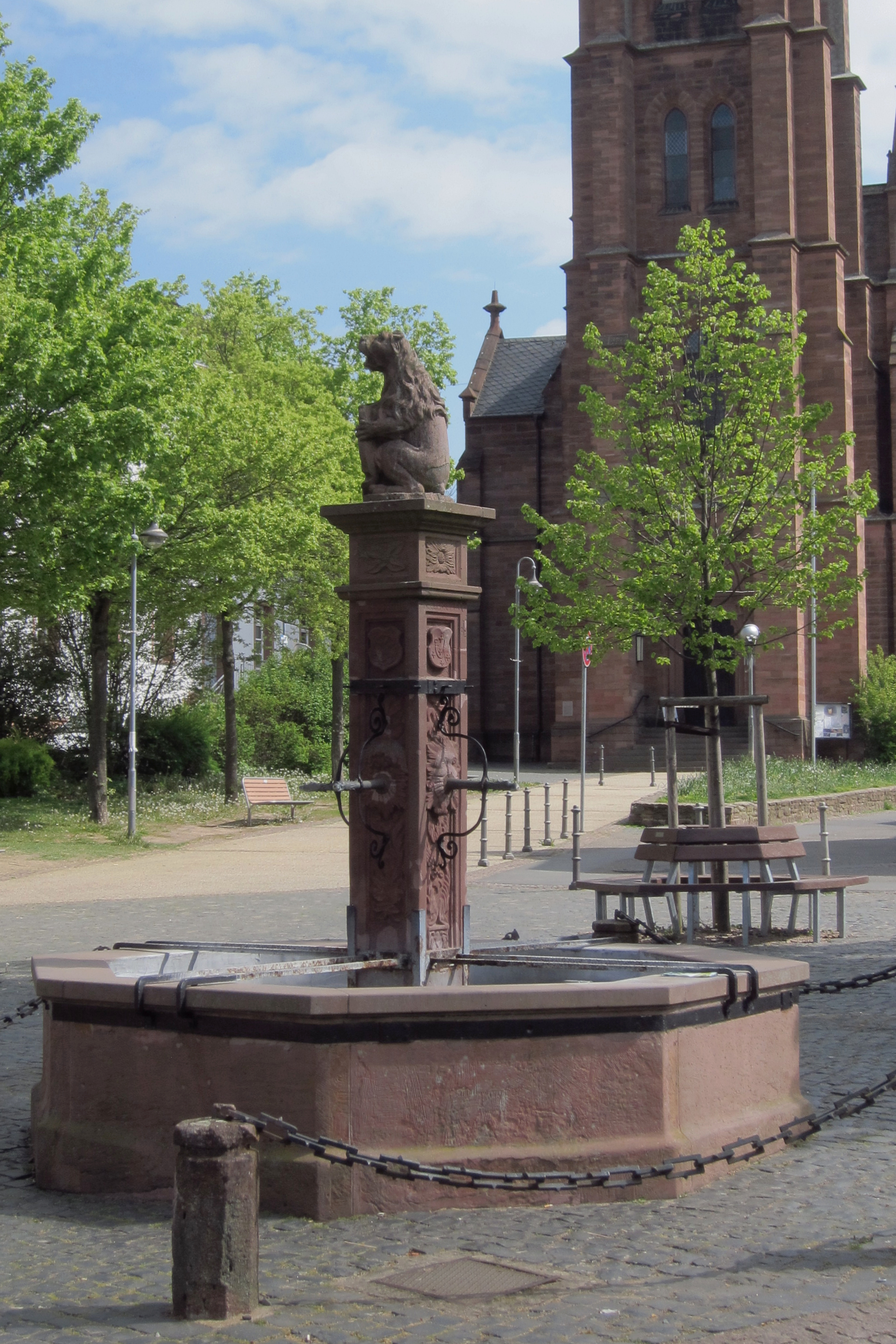
Vierröhrenbrunnen

Der Vierröhrenbrunnen ist ein denkmalgeschützter Brunnen aus der Frührenaissance in Langen (Hessen).

## Geschichte
Der Brunnen wurde 1553 von einem unbekannten Steinmetzmeister aus Sandstein erschaffen und bildete den einstigen Mittelpunkt von Langen. Er bildete den Endpunkt der ab 1538 verlegten hölzernen Wasserleitung, die mit Quellwasser aus dem sogenannten Mühltal (gemeint ist der Sterzbach mit ehemals sechs Mühlen) gespeist wurde. Dies führte dazu, dass der Brunnen ständig mit frischem Wasser versorgt wurde. Da damals Ziehbrunnen gängig waren, galt der Brunnen als Seltenheit.
Nachdem 1599 Langen von den Isenburgern an die Landgrafen von Hessen-Darmstadt verkauft worden war, wurde das hessische Löwenwappen dem Brunnen hinzugefügt, welches 1712 von einem Erfurter Steinmetz erneuert wurde.

## Gestaltung
Auf der Brunnensäule befinden sich Namen und Wappen wichtiger Persönlichkeiten der Bauzeit sowie die älteste Darstellung des Langener Wappens. Darunter, eingebettet in ein Rankenornament, vier Tierköpfe, die menschliche Charaktereigenschaften symbolisieren sollen.

## Kopie im Hessenpark

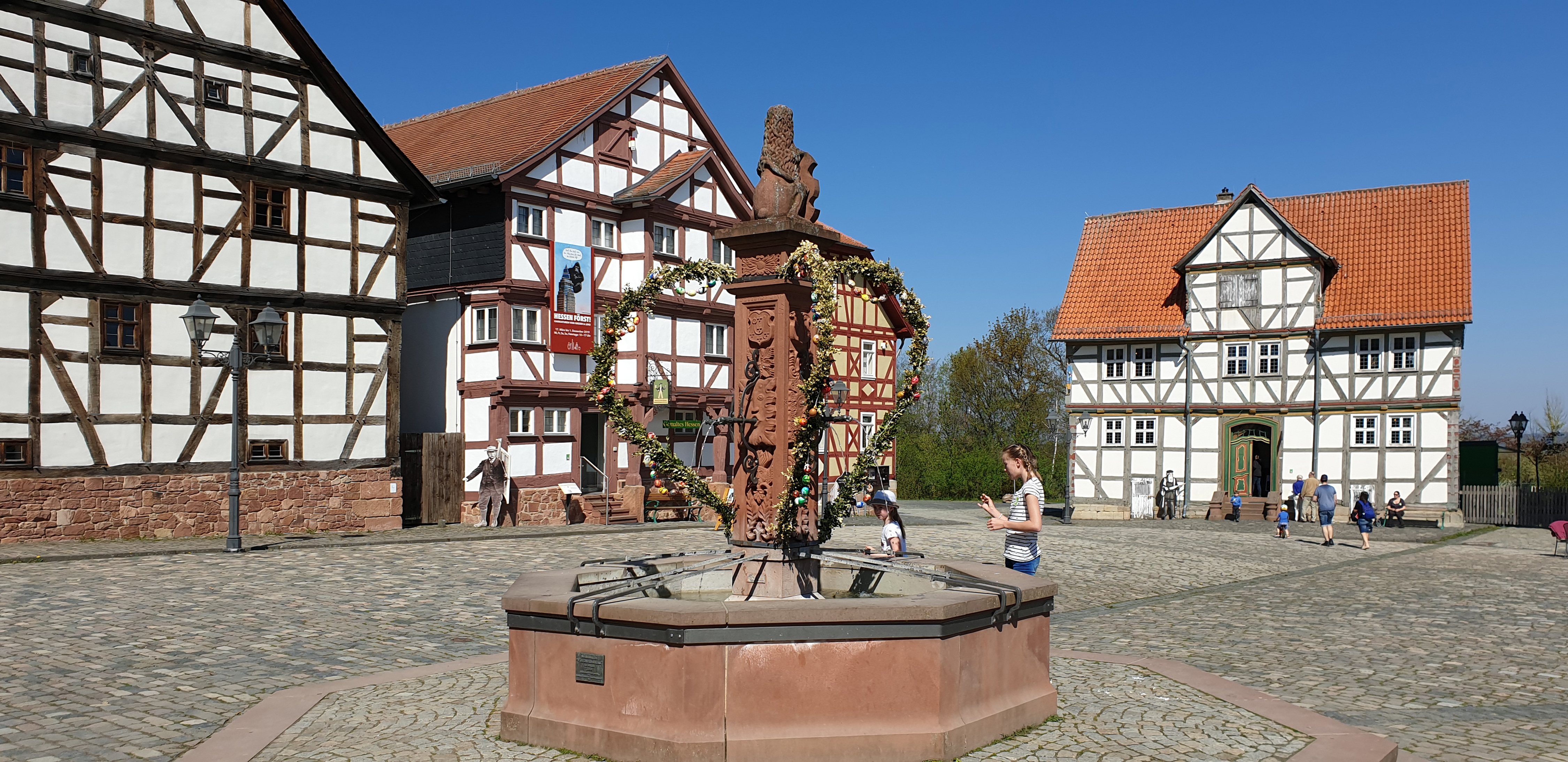
Kopie im Hessenpark

Auf dem Marktplatz im Hessenpark wurde 2005 eine Kopie des Vierröhrenbrunnens aufgestellt. Die Kopie wurde durch den Steinmetz René Klenk geschaffen und kostete 120.000 €.